# Abdirizak Haji Hussein
Abdirizak Haji Hussein (somali Cabdirisaaq Xaaji Xuseen, nascut el 1924 a Galkacyo, Mudug a Somàlia) fou un polític somali primer ministre de Somàlia del 14 de juny de 1964 al 15 de juliol de 1967.
Membre de la Lliga de la Joventut Somali quan es va fundar el 1947, va exercir diversos càrrec al partit, i va ser nomenat ministre de l'Interior en el primer govern somali. Segons el doctor Ibrahim Hussein Bindhe durant la campanya electoral per ratificar la unió de les dues Somàlies el 20 de juny de 1961, es va produir un fet estrany: el comandant de policia de Berbera, Bidde, junt amb alguns oficials de policia tots del clan majeerteen, van matar en una tabola a tres persones i en van ferir a quatre més; el cas va donar molt a parlar i el president Aden Abdullah Osman Daar va enviar un investigador (Aydid Ilkahanaf) que va obtenir l'arma del crim. Llavors el cap policial, per la seva implicació en el crim, va ordenar a Aydid parar la investigació i sortir de Berbera. Aydid va contactar amb el comandant de la policia regional a Hargeisa que va ordenar que romangués al seu lloc, però als pocs dies el ministre Abdirizak Haji Hussein, que era parent de Bidde, va cessar a Aydid i li va ordenar tornar a Mogadiscio. Aquesta fou una prova de corrupció però no fou l'única, i la mateixa font diu que Haji Hussein va protegir els majeerteen que van formar la majoria de la policia i va afavorir els seus ascensos, mentre els membres d'altres clans no progressaven.
Després de les eleccions del 20 de març del 1964 el 14 de juny de 1964 el president Aden Abdullah Osman Daar va nomenar Abdirezak Haji Hussein primer ministre. Per alguns la percepció fou que es va tractar d'un règim corrupte i així el president (i per tant el seu primer ministre) no fou reelegit el 10 de juny de 1967 en una votació (amb vot secret) al Parlament, que va escollir president a Abdirashid Ali Shermarke.
El 1968 va formar un nou partit polític per participar en les eleccions de 1969, junt amb l'ex secretari general del Partit Somali Independent Constitucional Abdulkadir Muhammad Aden, àlies Zopo, que es va dir Dabka Flame, però no va tenir èxit. El 1969 el cop militar comunista del general Siad Barre va suprimir els partits polítics.
El 1979 va marxar a viure als Estats Units i no va tornar a Somàlia fins al 1994. Quan es va proclamar l'Estat de Puntland (23 de juliol de 1998) Abdellahi Yusuf Ahmed fou nomenat president. Hussein havia estat considerat un dels candidats al càrrec. Yusuf no va tardar a prohibir els partits. Abdirizak Haji Hussein, es va haver d'exiliar als Estats Units (1999).
El Govern Nacional de Transició va crear el 6 de maig de 2001 la Comissió Nacional per la Reconciliació i l'Establiment de les Normes, un cos de 25 membres del que fou nomenat president Abdirizak Haji Hussein que no va obtenir la confiança d'algunes de les faccions. S'hi van oposar principalment Puntland (on era rival del president Abdullahi Yusuf Ahmed) i el Consell de Reconciliació i Restauració de Somàlia, i va fracassar. Hussein va dimitir el 25 de juliol de 2001.
El 2007 vivia als Estats Units i es manifestava en contra de l'ocupació etíop però aconsellava respectar a les forces de la AMISOM que havien entrar legalment a Somàlia amb mandat de les Nacions Unides.